# Лески (Речицкий район)
 Лески (бел. Ляскі) — посёлок в Борщевском сельсовете Речицкого района Гомельской области Белоруссии.
На востоке граничит с лесом.

## География

### Расположение
В 28 км на восток от Речицы, 3 км от железнодорожной станции Якимовка (на линии Гомель — Калинковичи), 28 км от Гомеля.

## Транспортная сеть
Транспортные связи по просёлочной, затем автомобильной дороге Калинковичи — Гомель. Планировка состоит из короткой прямолинейной улицы, близкой к меридиональной ориентации. Застройка односторонняя, деревянная, усадебного типа.

## История
Основан в начале 1920-х годов переселенцами из соседних деревень на бывших помещичьих землях. В 1931 году организован колхоз. 8 жителей погибли на фронтах Великой Отечественной войны. Согласно переписи 1959 года в составе совхоза «Борщевка» (центр — деревня Борщевка).

## Население

### Численность
- 2004 год — 7 хозяйств, 15 жителей.

### Динамика
- 1959 год — 56 жителей (согласно переписи).
- 2004 год — 7 хозяйств, 15 жителей.